# Ján Rumann
Ján Rumann, též Jan Ruhmann (18. října 1876 Pribylina – 2. srpna 1925 Košice), byl slovenský a československý publicista, advokát a politik, poslanec Revolučního národního shromáždění.

## Biografie
Byl synem venkovského učitele. Studoval na gymnáziu v Banské Bystrici (u profesora Jána Kmetě) a v letech 1895–1899 na právnické fakultě Budapešťské univerzity. Pak působil jako advokátní koncipient a později jako samostatný advokát. Angažoval se v slovenském národním hnutí. Publikoval politické a národohospodářské studie. Byl aktivní v Slovenské národní straně a po jistou dobu zastával i funkci jejího předsedy.
Zasedal v Revolučním národním shromáždění za slovenský klub (slovenští poslanci Revolučního národního shromáždění ještě nebyli organizováni podle stranických frakcí). Mandátu poslance se vzdal v červenci 1919. Profesí byl advokátem.
V roce 1922 se stal županem Košické župy. Působil jako inspektor Evangelická církev augsburského vyznání na Slovensku.
Zemřel v srpnu 1925.